# Vat Csaivatthanaram
A Vat Csaivatthanaram (วัดไชยวัฒนาราม) az ajutthajai romváros egyik buddhista temploma, amelyet a királyi család használt. A khmer hatást tükröző tradicionális thai szakrális épület, amely az egyik legnagyobb építménye volt az Ajutthajai Királyságnak, szerepel a világörökségi listán.

## Története

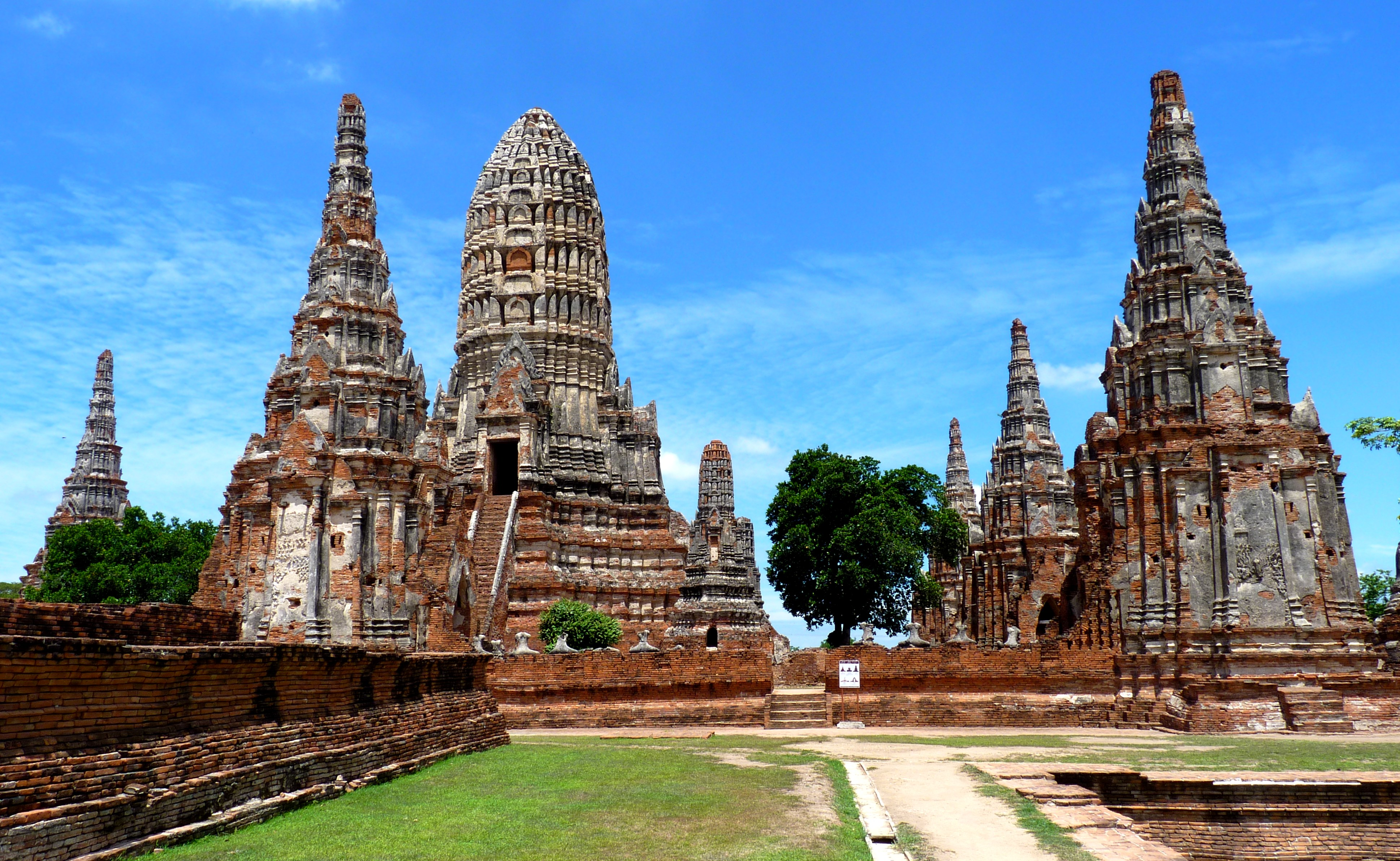

A templomot, dinasztiája első ilyen jellegű építményét 1630-ban rendelte meg Praszat Thong király (1600-1656) anyja emlékére. Anyja hamvait két szögletes csediben (ereklyéket őrző sztúpa) helyezték el, amelyek az upaszampadá szertartásnak helyet adó, azóta elpusztult terem két oldalán álltak. Egy másik tudományos vélekedés szerint az épület az Angkor felett aratott győzelem emlékműve. A komplexumot húsz év alatt emelték.
A komplexum az angkori khmer templomok koncepcióját követi, a világmindenséget szimbolizálva a buddhizmus és a hinduizmus kozmológiája szerint. Az épületegyüttest egy méter széles téglafallal körbevett, négyzet alapú platón emelték. A főbejárat a keleti oldalon, a Csaophraja-folyó felé nyílik, amelyen a királyi bárka érkezett.
A központi, khmer stílusú prangot, a kukoricacsövet idéző, csúcsos tornyot négy kisebb hasonló építmény szegélyezi. A központi építmény magassága 35 méter, és egy téglából emelt alapzaton áll, amelynek sarkainál állnak a kisebb prangok. A prangok a szent Meru-hegyet idézik, amely a buddhista és a hindu vallásban az univerzum központjának számít, amelyet óceánok vesznek körbe. A fő torony négy oldalán meredek lépcső vezet fel, a keleti a belső szentélybe. Ebben ereklyéket, szépen megmunkált műalkotásokat helyeztek el egykoron.
A központi alapzatot nyolc, 25 méter magas kúpos pavilon veszi körbe, amelyeket fedett folyosók kötöttek össze. Mindegyikben van egy fülke, amelyben egy alapzaton álló Buddha-szobrot helyeztek el. A falakat Buddha életéből vett jeleneteket ábrázoló freskók és domborművek díszítették. Ezekből csak töredékek maradtak hátra. A folyosókon több mint száz aranyozott Buddha-szobor volt. A galériákat fedő fatető elpusztult az évszázadok alatt.
A templomegyüttest a burmai hadsereg 1767-ben nagyrészt lerombolta és kifosztotta, ezután a komplexum elhagyatottá vált. A területet a helyiek engedély nélkül épített házai népesítették be 1987-ig, amikor a thai hatóságok megkezdték az épületek restaurálását. Az illegálisan emelt épületeket lerombolták. Az ásatások során ágyúk és ágyúlövedékek is előkerültek a földből, amiből a régészek arra következtettek, hogy a templomot erődítményként is használták a burmaiak elleni háborúban.

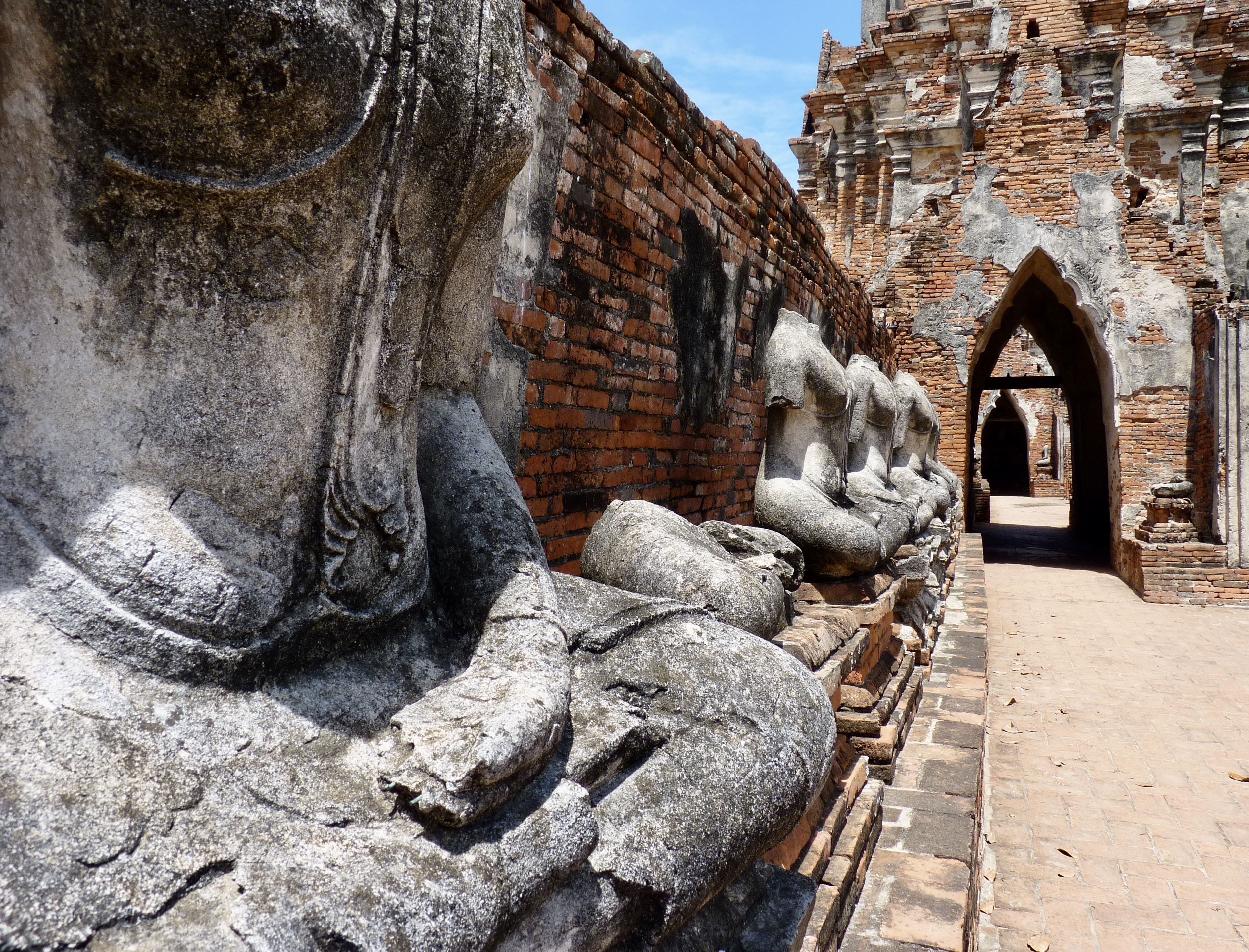
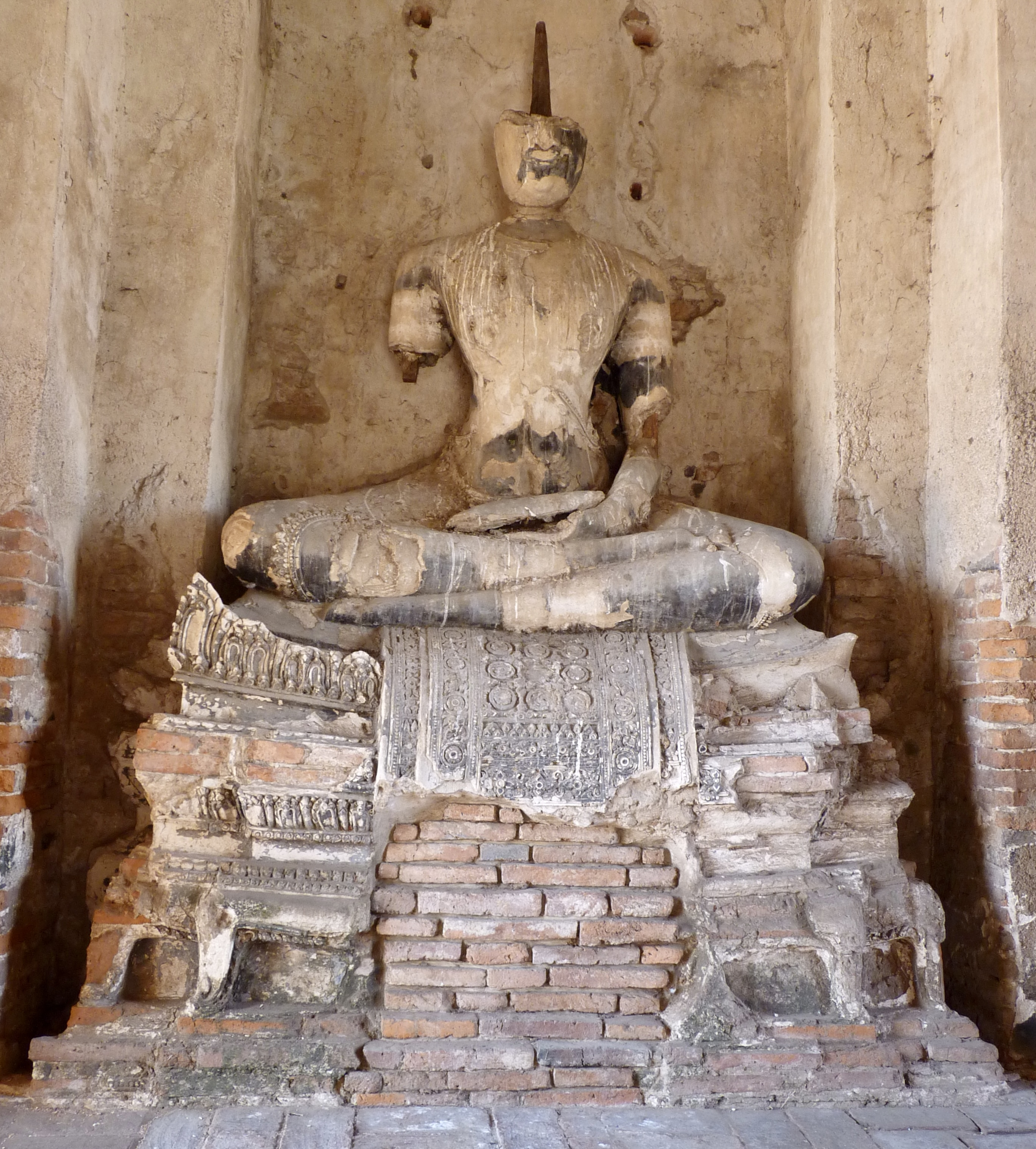
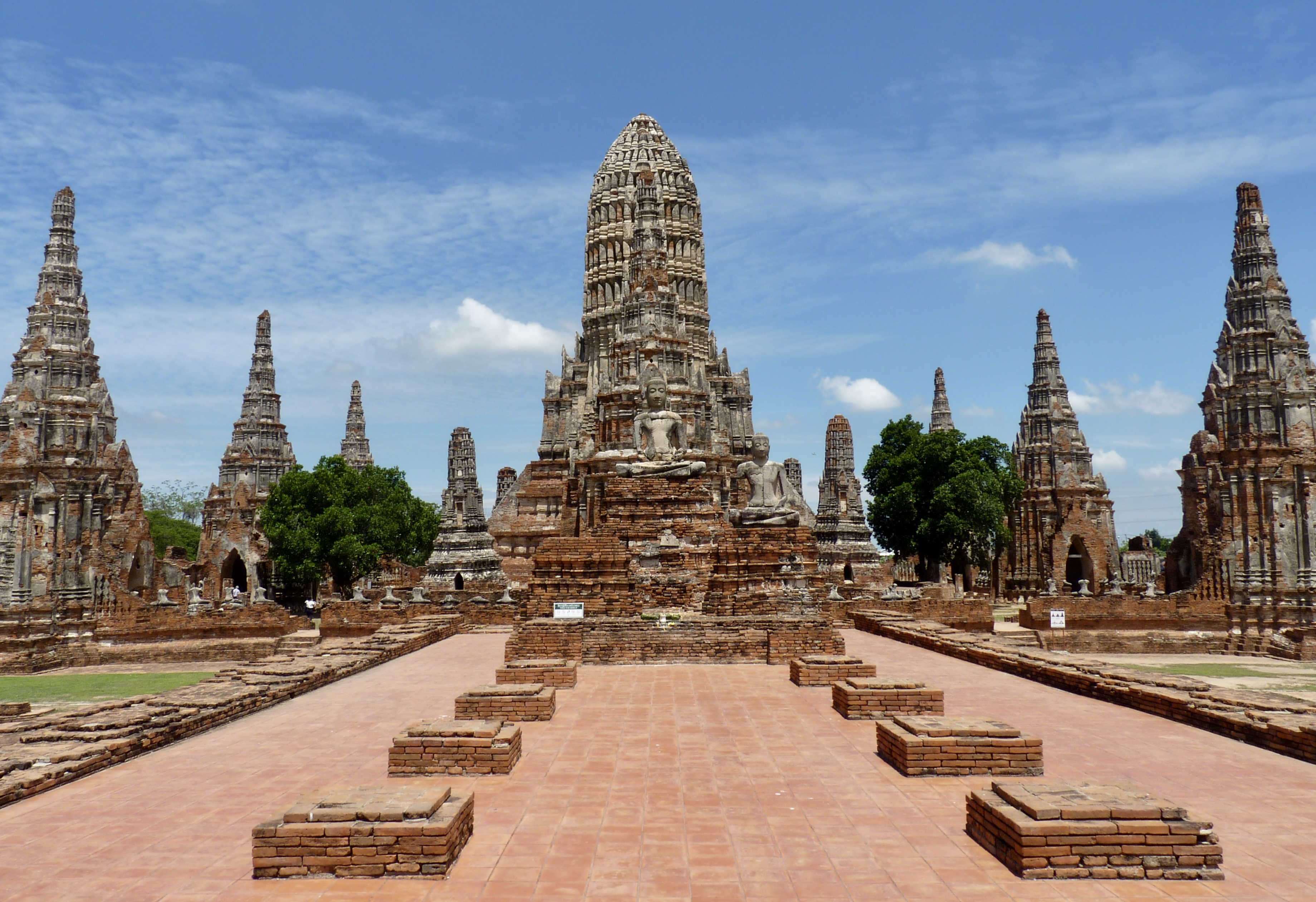
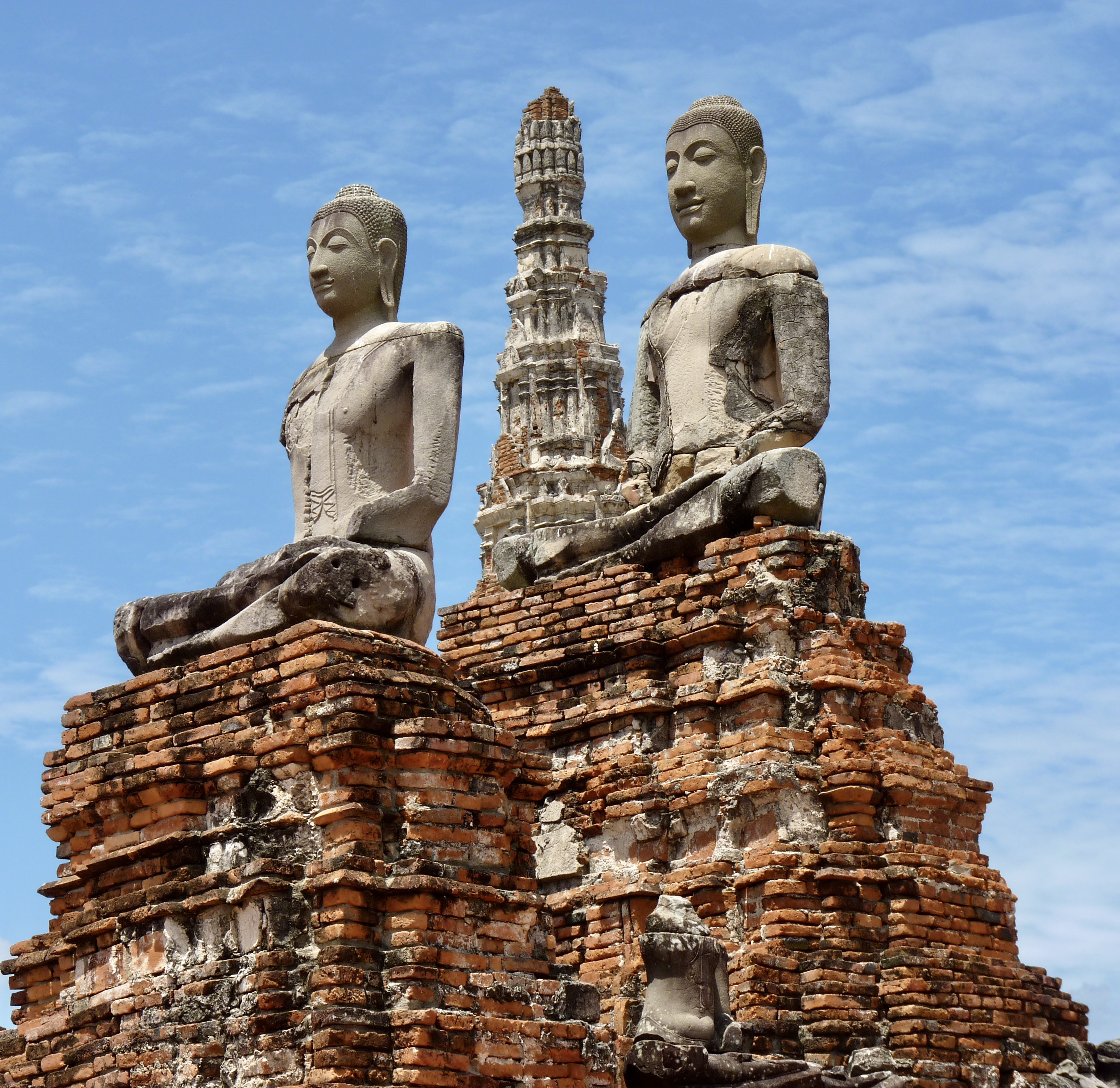